# Centrochria metis
Centrochria metis là một loài bướm đêm trong họ Geometridae.